# Chondrodesmus sierricola
Chondrodesmus sierricola är en mångfotingart som beskrevs av Chamberlin 1957. Chondrodesmus sierricola ingår i släktet Chondrodesmus och familjen Chelodesmidae. Inga underarter finns listade i Catalogue of Life.